# Mikulášovice střed
Mikulášovice střed je železniční zastávka, která se nachází ve střední části města Mikulášovice. Zastávkou prochází trať 084 Rumburk – Panský – Mikulášovice. Nádražní budova pochází z roku 1902 a leží v nadmořské výšce 425 m n. m.

## Historie
Železniční zastávka Mikulášovice střed (původně Nixdorf Mitte) pochází z roku 1902, kdy byla dokončena stavba železniční trati Rumburk – Panský – Mikulášovice společnosti Nordböhmische Industriebahn (česky Severočeská průmyslová dráha). Jedním z hlavních podporovatelů výstavby nové trati byl místní lékař a poslanec MUDr. Franz Kindermann (1842–1921). V 70. letech 20. století prošla nádražní budova celkovou úpravou a zároveň byla zrušena vedlejší kolej. Po roce 1989 se několikrát objevily snahy o uzavření celé trati.

## Popis
Mikulášovice střed je jednokolejná průjezdná zastávka, která nezajišťuje odbavení cestujících a není bezbariérově přístupná. Vedle nádražní budovy čp. 322 stojí zchátralé toalety, za kterými stál až do počátku 21. století sklad. Před nádražní budovou se v malém parku nachází památník obětem první světové války. Severozápadním směrem leží nechráněný železniční přejezd, přes který vede silnice na Tomášov.

## Provoz
Od roku 2009 projíždí zastávkou vlaky linky U27 pouze o víkendech a ve dnech pracovního klidu. Pravidelná osobní doprava v pracovní dny přešla od tohoto roku na linkové autobusy, doprava na trati 084 má nadále hlavně turistický charakter. Provoz na trati zajišťuje především motorová jednotka 844 (Regio Shark) dopravce České dráhy.

## Turistika
Přes přejezd severovýchodně od nádražní budovy přechází cyklostezka 3041A směřující na Tomášov a ke státní hranici s Německem. Přibližně 300 metrů východně od zastávky prochází dvě turistické trasy:
- z náměstí přes Hraniční vrch (522 m n. m.) a Weifberg (478 m n. m.) do německé vesnice Hinterhermsdorf
- z náměstí přes Zlodějskou stezku na německý Wachberg (497 m n. m.)

## Galerie

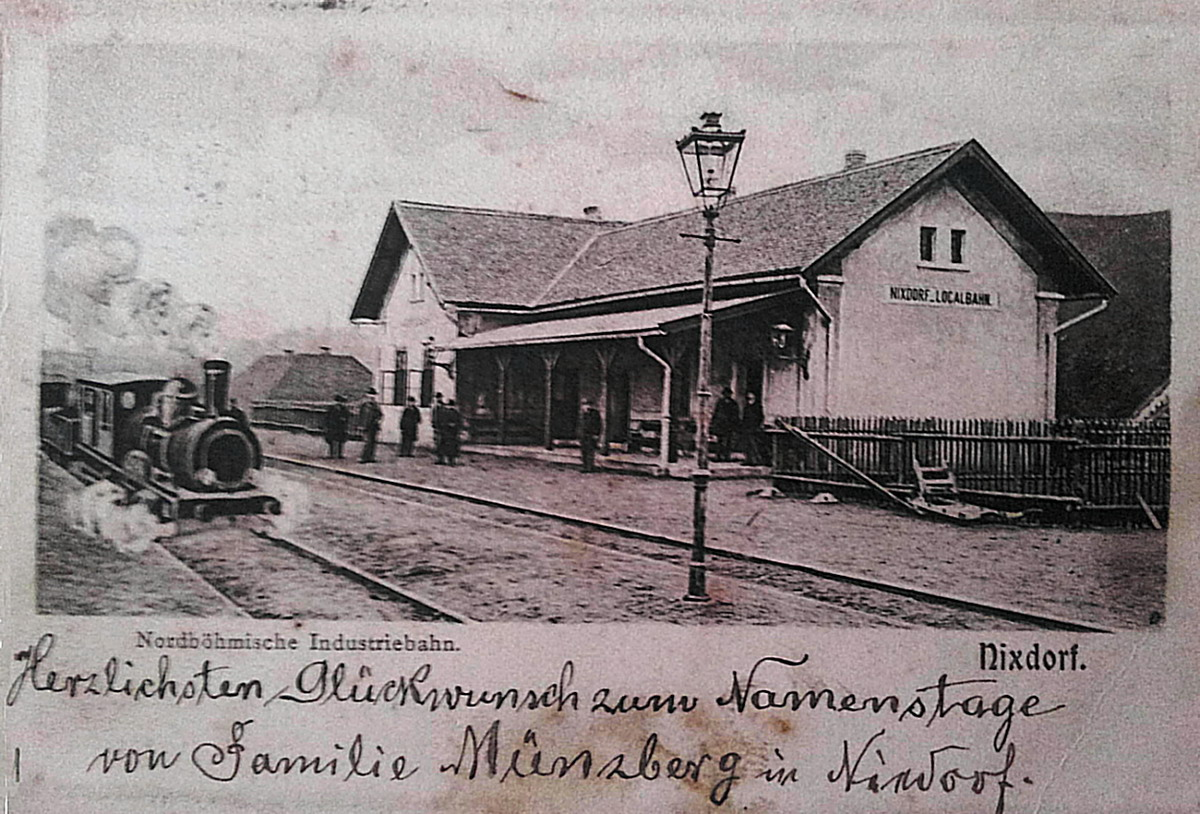
Nádražní budova na historickém snímku
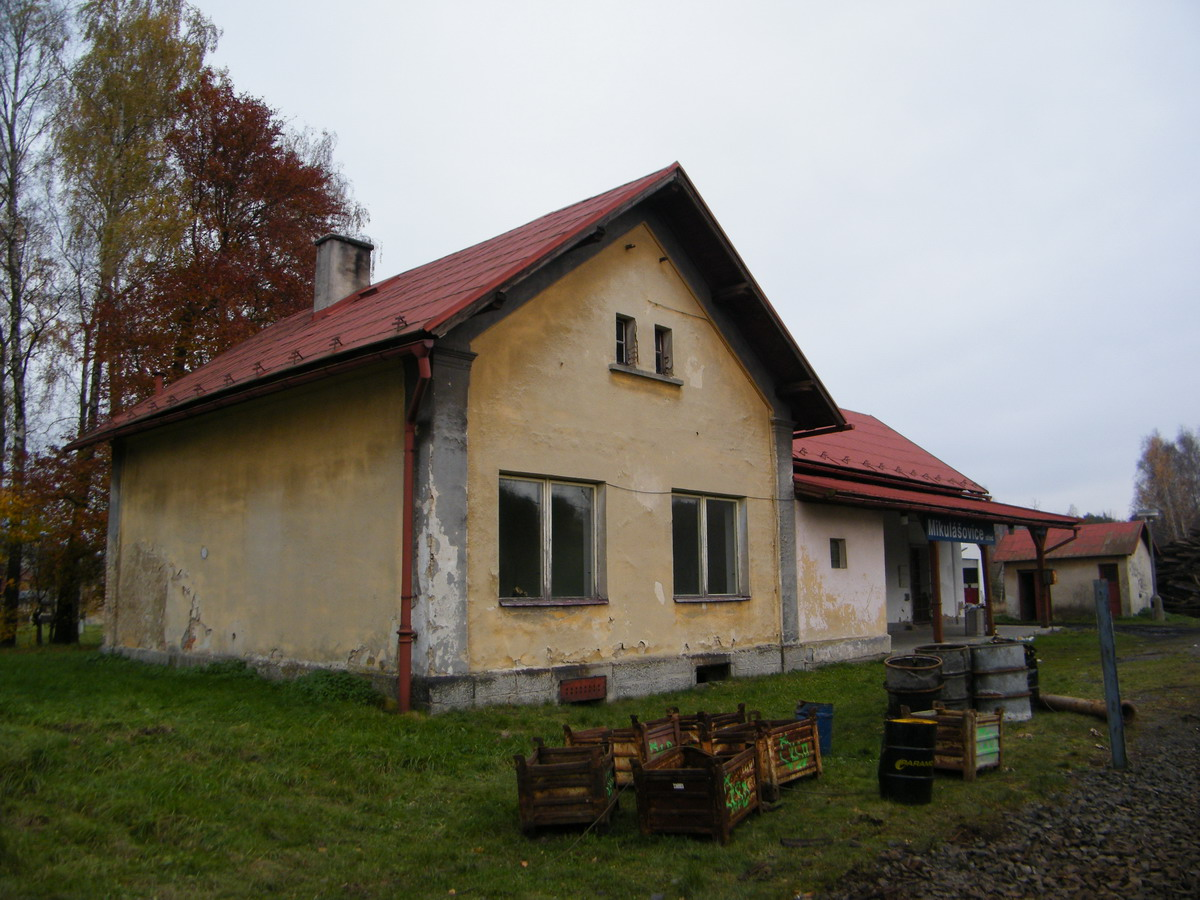
Nádražní budova v roce 2016
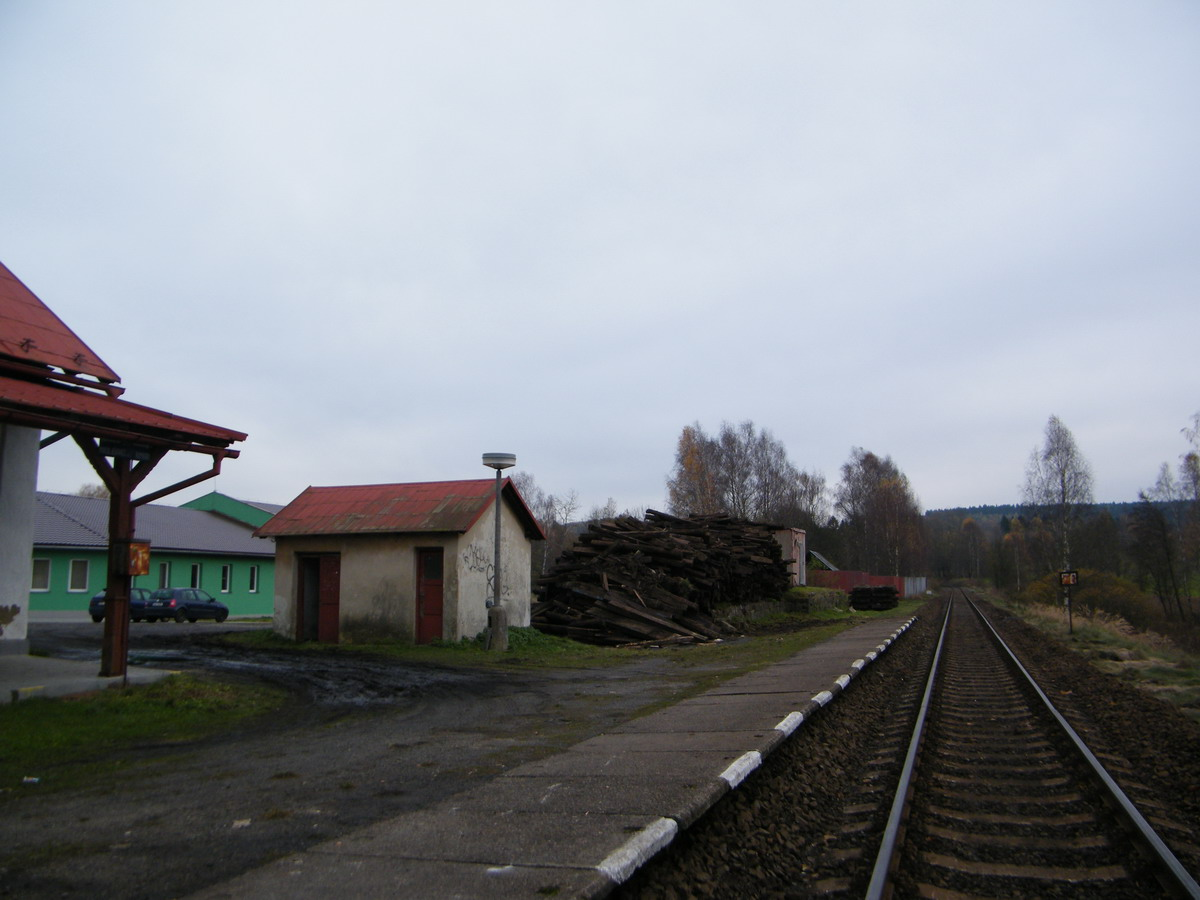
Pohled na nástupiště a kolej ve směru Panský
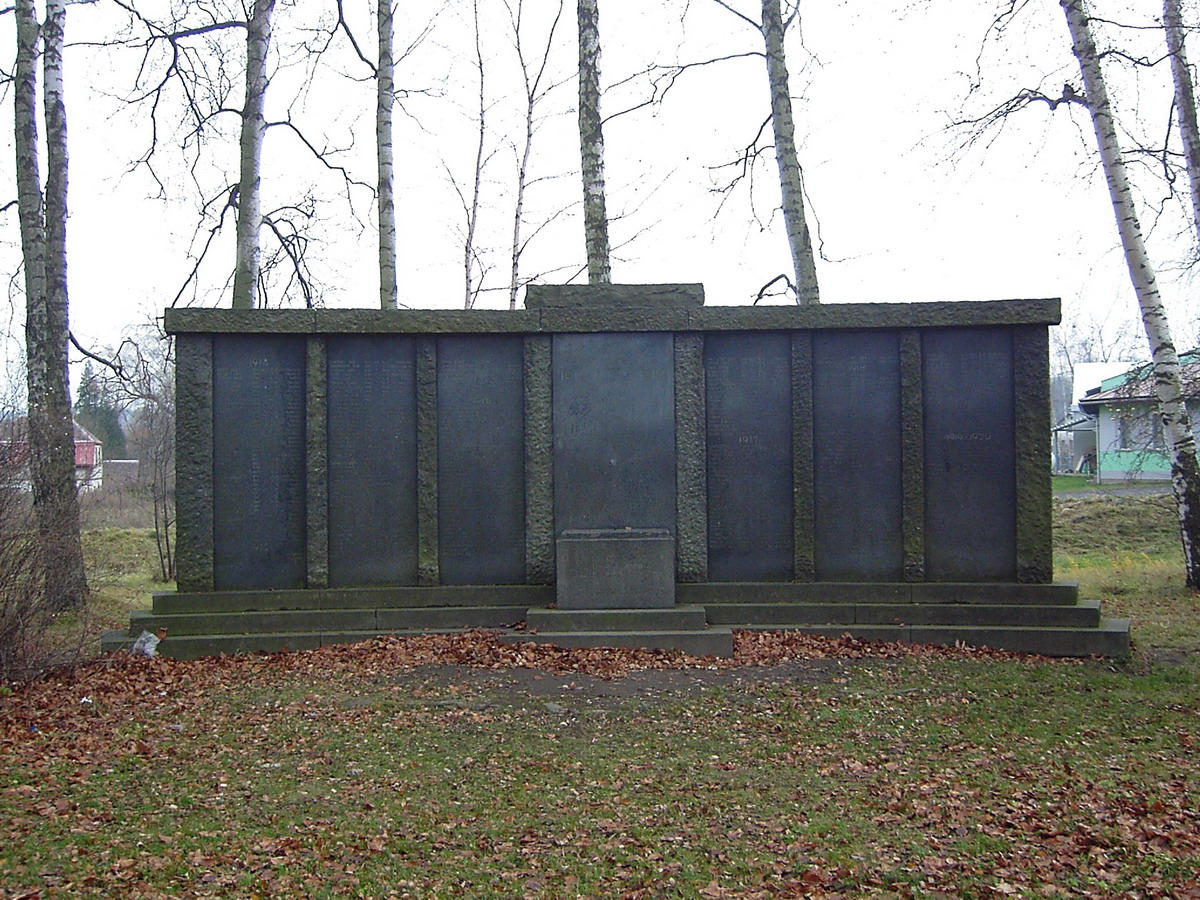
Památník obětem první světové války před nádražím